# Thun-Saint-Amand
Thun-Saint-Amand is een gemeente in het Franse Noorderdepartement (Frans: département du Nord) (regio Hauts-de-France). De gemeente telde op 1 januari 2022 1.102 inwoners en maakt deel uit van het arrondissement Valenciennes. Thun-Saint-Amand ligt aan de Skarpe.

## Geografie
De oppervlakte van Thun-Saint-Amand bedroeg op 1 januari 2022 3,71 vierkante kilometer; de bevolkingsdichtheid was toen 297 inwoners per km².

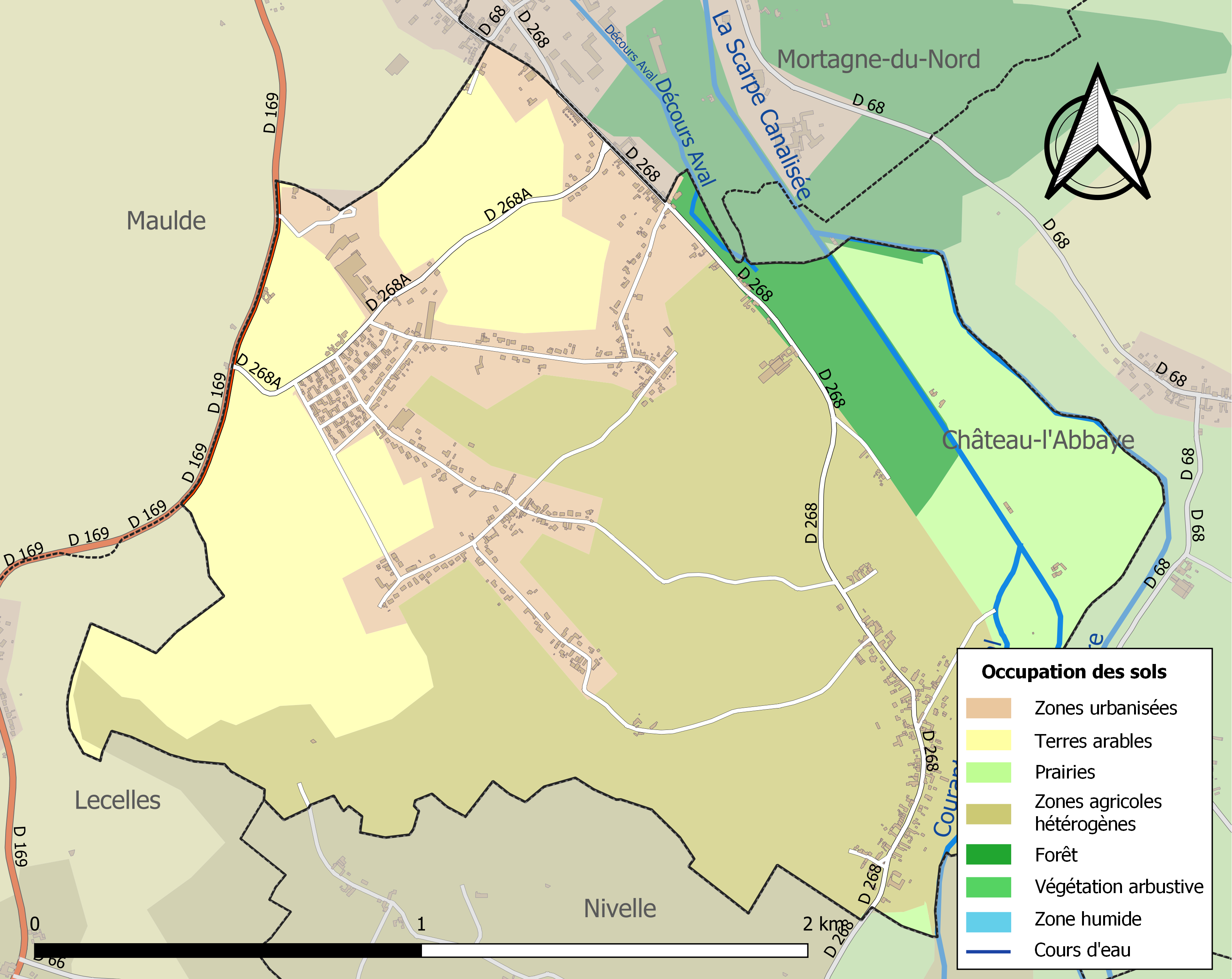
Kaart van de gemeente met belangrijkste infrastructuur, bodemgebruik en omliggende gemeenten

## Geschiedenis
Thun behoorde tijdens het ancien régime tot de heerlijkheid van de Abdij van Saint-Amand in Tournaisis. Tot 1521 was Tournaisis Frans. Het werd veroverd door keizer Karel V en bleef onderdeel van de Spaanse Nederlanden tot 1668 (Vrede van Aken). Terwijl de rest van Tournaisis in 1713 door de Vrede van Utrecht weer bij de Nederlanden kwam, bleven Saint-Amand en Thun Frans.
De gemeente heette vroeger kortweg Thun. In 1962 werd de naam officiële uitgebreid met "Saint-Amand", naar de nabijgelegen stad Saint-Amand-les-Eaux, ter onderscheid met de gemeenten Thun-l'Évêque en Thun-Saint-Martin, die ook in het Noorderdepartement liggen.

## Bezienswaardigheden
De Sint-Eligiuskerk (Église Saint-Éloi) is een kerkgebouw van 1932, gebouwd nadat de voorgaande kerk, van 1788, tijdens de Eerste Wereldoorlog was verwoest. De bakstenen kerk heeft neogotische stijlelementen.

## Economie
In 1924 werd een zinksmelter in bedrijf genomen waar zinkerts werd geroost en zwavelzuur werd bereid met behulp van het lodenkamerproces. In 1963 stopte de productie en in 1989 was de gehele installatie gesloopt.

## Natuur en landschap
Ten noordoosten van de plaats stroomt de Scarpe. De hoogte aan de kerk bedraagt 18 meter.

## Demografie
Onderstaande figuur toont het verloop van het inwonertal (bron: INSEE-tellingen).

## Bekende personen
- Jean Stablinski (1932-2007), wielrenner

## Nabijgelegen kernen
Nivelle, Maulde, Mortagne-du-Nord